# NGC 3552
NGC 3552 (również PGC 33932) – galaktyka eliptyczna (E-S0), znajdująca się w gwiazdozbiorze Wielkiej Niedźwiedzicy. Odkrył ją William Herschel 11 kwietnia 1785 roku. Należy do gromady galaktyk Abell 1185.